# The Pill (chanson)
The Pill est une chanson country de 1975 enregistrée par Loretta Lynn. C'est une de ses chansons les plus connues, ainsi que le disque le plus controversé de sa carrière. La chanson traite de la liberté donnée aux femmes par la pilule contraceptive. La chanson a brièvement un petit succès grand public, atteignant la 70e place du Billboard Hot 100, et devenant ainsi la chanson la mieux classée au classement pop de la carrière solo de Lynn.

## À propos de la chanson
The Pill, écrite par Lorene Allen, Don McHan, TD Bayless et Loretta Lynn, est une chanson teintée d'humour qui a pour thème le contrôle des naissances. Elle raconte l'histoire d'une femme gênée par le fait que son mari la rende enceinte année après année, mais qui est maintenant heureuse parce qu'elle peut contrôler ses propres choix en matière de reproduction comme elle a « la pilule » (dont l'usage a commencé en 1960). La chanson, comme beaucoup d'autres succès de Lynn, évoque sa vie personnelle : elle-même a eu six enfants, dont quatre nés avant ses 20 ans. (Après une longue bataille juridique sur les droits d'auteur de ses chansons, il est établi que Lynn a co-écrit cette chanson)[réf. souhaitée].
La mention franche du thème du contrôle des naissances, un sujet qui était considéré comme risqué à l'époque (en particulier dans la musique country), conduit un certain nombre de stations de radio country à refuser de la jouer. La chanson reçoit beaucoup de publicité et est fort diffusée par certaines stations, mais son interdiction sur de nombreuses autres fait qu'elle ne grimpe pas au-delà de numéro cinq des charts à un moment où chaque disque de Loretta Lynn était presque garanti d'être dans le top trois, et souvent un numéro un. Néanmoins, cela lui attire plus d'attention dans les media en dehors du marché de la country que tout ce qu'elle a jamais enregistré auparavant et finalement la chanson devient son single le mieux classé toutes spécialisations confondues, culminant à la 70e place du Billboard Hot 100. Le single est même numéro 1 au Canada[réf. souhaitée].
Enregistrée en 1972 mais non diffusée par son label, la chanson sort finalement en 1975 ; c'est le premier single de Lynn cette année-là. Le single est ensuite repris sur son album de 1975 Back to Country[réf. souhaitée].

## Influence de la chanson
Dans une interview pour Playgirl, Lynn a raconté comment elle avait été félicitée après le succès de la chanson par un certain nombre de médecins des campagnes, lui disant comment The Pill avait fait plus pour mettre en évidence la possibilité de contrôle des naissances dans les zones rurales isolées, que tous les prospectus qu'ils avaient publiés.[réf. nécessaire]. C'est une des rares chansons explicitement progressistes de la part de Lynn, par ailleurs une chrétienne socialement conservatrice, qui a tendance à éviter d'exprimer ouvertement des positions sociopolitiques dans sa musique.

## Reprises
Jill Johnson et Lisa Nilsson enregistrent la chanson sur leur album de 2017 Jills veranda Nashville : livemusiken från säsong 3.

## Classements
| Classement en 1975                 | Meilleure position |
| ---------------------------------- | ------------------ |
| Australie (Kent Music Report)      | 87                 |
| U.S. Billboard Hot Country Singles | 5                  |
| U.S. Billboard Hot 100             | 70                 |
| Canadian RPM Country Tracks        | 1                  |
| Canadian RPM Top Singles           | 49                 |

### Classement pour l’année
| Classement (1975)                          | Position |
| ------------------------------------------ | -------- |
| Canada Top 25 Country Singles of '75 (RPM) | sept     |